# Канада в Другій світовій війні
Участь Канади у Другій світовій війні розпочалася з оголошення війни Німеччині 10 вересня 1939 і проявлялася в основному в Італії і Північній Європі. Канада брала участь у захисті морських шляхів в Північній Атлантиці, а канадський торговий флот здійснив понад 25 тисяч плавань через Атлантику. Канадці протягом війни також були активні і в Тихому океані. На початку війни Канада була найстарішим домініоном у Британській співдружності. В основному країна не горіла бажанням брати участь у війні, проте вступила в Другу світову війну в альянсі з Великою Британією. Маючи населення близько 11—12 мільйонів чоловік, Канаді вдалося створити досить міцну армію. Після важких випробувань Великої депресії 1930-х років, завдання Другої світової війни прискорили трансформацію Канади у сучасну та індустріалізовану державу.
На початку війни канадська допомога британсько-французьким силам в Європі обмежилася однією дивізією, оскільки військова мобілізація була закінчена лише до вторгнення в Італію у 1943 році і Нормандію в 1944 р. Протягом війни 1,1 мільйона канадців відслужили в армії, флоті і ВПС. З них більше 45 тисяч загинули та понад 54 тисячі були поранені. Муки і труднощі війни торкнулися багатьох канадців.
Війна серйозно вплинула на канадську історію, хоча не настільки сильно, як Перша світова війна. Криза призову в 1944 році надала серйозний ефект на єдність франко- і англомовних канадців, хоча політична шкода була не настільки сильною, як протягом Першої світової війни. Успіхи у війні посилили канадську економіку, призвели до диверсифікації виробництва і посилили національну самосвідомість. Статус Канади як окремої держави сильно виріс після 1945 року.

## Мобілізація

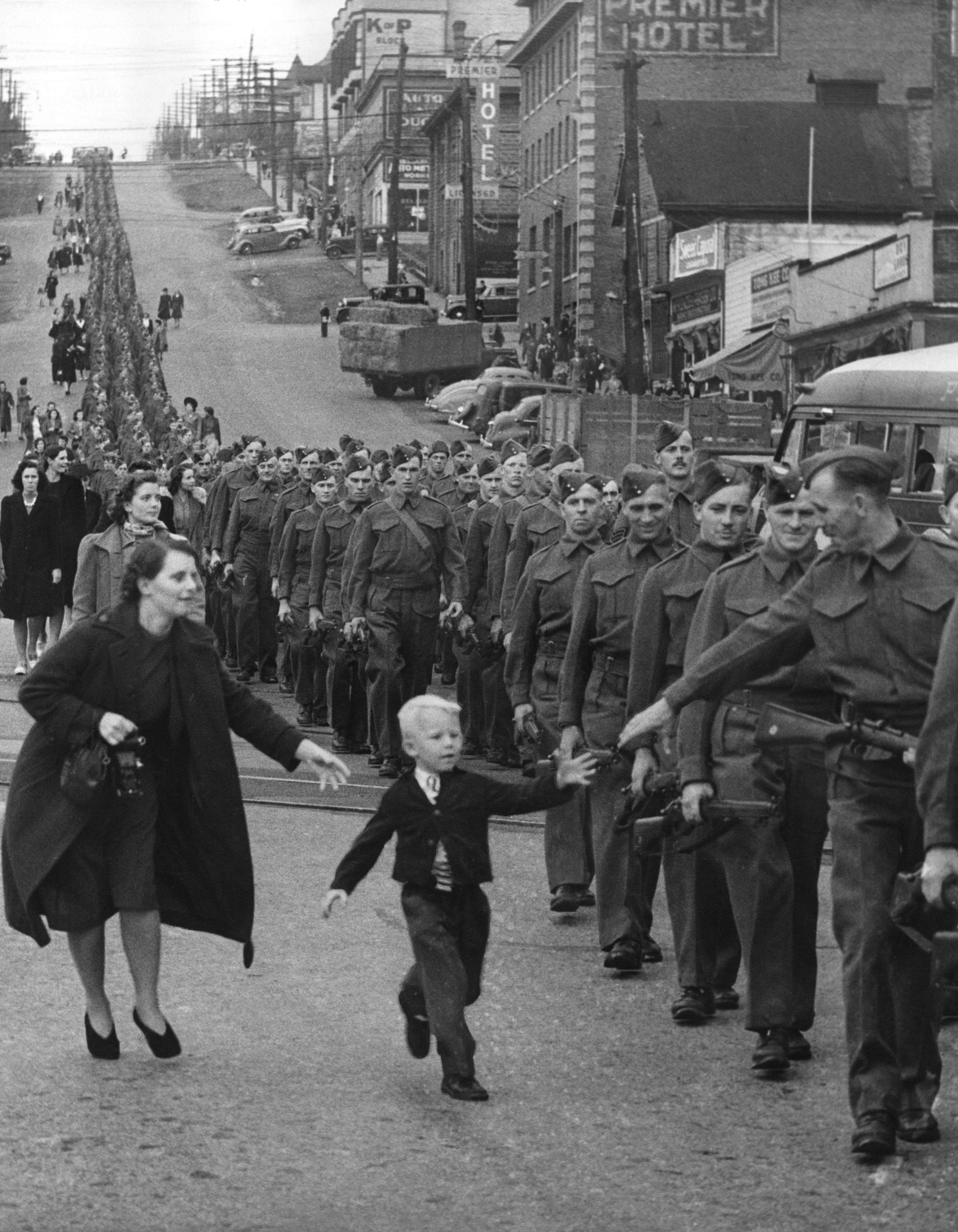
BC Regiment, DCO, марширує в Новому Вестмінстері, 1940 (Почекай мене, тато).

Страждаючи від зневаги протягом приблизно 20 років, канадська армія була маленькою, погано оснащеною, практично неготовою до війни в 1939 р. Постійно діюча міліція (або Постійні війська, канадська постійна армія) налічувала лише 4,261 офіцерів і солдатів, в той час як непостійно діюча міліція (канадські резервні війська) налічувала 51,000 частково навчених і погано озброєних солдатів. Сучасне озброєння зустрічалося у військах дуже рідко. Спроби модернізувати армію почалися в 1936 році, але закупівлі зброї були маленькими, а уряд не прагнув витрачати гроші на оснащення нових танкових батальйонів, створених у цьому році.
Однак розмір канадських збройних сил серйозно виріс протягом передвоєнних так званих мобілізаційних «схем». У ході війни армія налічувала 730,000; ВПС — 260,000, а флот — 115,000 чоловік. Крім того, тисячі канадців служили в Королівських повітряних силах. Проте у відсотковому співвідношенні до загального населення 1,1 мільйон військових являє собою пропорційно меншу мобілізацію, ніж у Великій Британії, Австралії, Новій Зеландії. Приблизно половина службовців канадської армії і три чверті службовців ВПС ніколи не покидали країну, в той час як закордоном були розгорнуті близько трьох чвертей військ Австралії, Нової Зеландії та США. Тим не менше, до кінця війни 1,1 мільйон чоловіків і жінок служило у формі канадської армії. Канадський флот з декількох кораблів у 1939 році виріс до більш ніж 400 кораблів наприкінці війни. Ці зусилля у флоті допомогли підтримувати транспортні лінії через Атлантику відкритими протягом усієї війни.
Частково це вплинуло на політику Маккензі Кінга щодо «обмеженої повинності» і трудових вимог канадської військової індустрії. Проте це також відображало об'єктивні обставини війни. Після поразки та окупації Франції зник Західний фронт аж до червня 1944, коли почалося вторгнення в Нормандію. Більше того, потреба в людях в Північній Африці і Середземномор'ї була порівняно маленькою і легко підтримувалася британськими військами і військами інших членів Співдружності.
В результаті практично вся канадська армія не брала участи в боях аж до середини 1944. Багато з молодих солдатів 1-й Канадської піхотної дивізії, що опинилися за морем з грудня 1939 до 1943, провели більшу частину свого дорослого життя в Англії, а не в Канаді. І все ж ця служба була не марна. Наприклад, вони брали участь у Дьепському рейді в серпні 1942, який допоміг здобути важливу інформацію для штабу. Дьєп був в основному канадським досягненням і призвів до 904 загиблих, 2460 поранених і 1874 опинилися в полоні. Розчарована канадська армія не брала участі в боях на Європейському театрі бойових дій аж до висадки на Сицилію влітку 1943. У сицилійської кампанії канадці отримали можливість взяти участь в боях і пізніше одними з перших вступити в Рим. М. Кінг отримав можливість відкласти кризу призову, якої він так боявся аж до кінця війни. У День Д, 6 червня 1944, висадка в Нормандії здійснювалася на двох плацдармах, захоплених американцями (Омаха і Юта), двох, захоплених британськими військами (Сордо і Голд), і останньому, зайнятому канадськими силами — Джуно. Третя Канадська піхотна дивізія проникла до Франції далі від усіх інших союзних військ. Після висадки в Нормандії канадські сили рухалися на північний схід до Нідерландів, які канадські війська врешті і звільнили від нацистів. Різнокольорові тюльпани, які прикрашають сади навпроти вежі Миру в Оттаві, — це вдячний подарунок голландців народу Канади за це звільнення.

## Промислове виробництво
Канада стала одним зі світових лідерів з виробництва автомобілів у 1920-х рр. завдяки філіям американських виробників автомобілів в Онтаріо. У 1938 році канадська автомобільна індустрія була четвертою у світі за кількістю вироблених легкових автомобілів і вантажівок, хоча більша частина виробничих потужностей простоювала через Велику депресію. Під час війни ці промислові потужності були використані максимально, створюючи всі види військових матеріалів і особливо колісних автомобілів, завдяки яким Канада стала другою за обсягом виробництва країною у світі під час війни (після США). Обсяг виробництва Канади приблизно в 800,000 вантажівок, наприклад, перевершив сумарне виробництво вантажівок Німеччини, Італії та Японії. Конкуренти Ford і General Motors в Канаді об'єднали свої інженерні дизайнерські групи для виробництва стандартизованих автомобілів, придатних для масового виробництва вантажівок канадської військової моделі (Canadian Military Patter, CMP), яка використовувалася у всій Британській співдружності. Приблизно половина потреб британської армії в транспорті забезпечувалася канадськими виробниками. Британська Офіційна Історія стверджує, що виробництво неброньованих вантажівок, включаючи клас CMP, було найбільш значним вкладенням країни в союзну перемогу.
Канада також виробляла власний середній танк Рем. Хоча він не підходив для використання в бою, багато з них використовувалися як навчальні, а Перший Канадський Транспортний Полк використовував цей модернізований танк як бронетранспортер в Північно-Західній Європі. До того ж 1,390 танків Валентайн, вироблених в Канаді, були відправлені в СРСР. Близько 14,000 літаків, включаючи бомбардувальники Ланкастер і Москіто були побудовані в Канаді. Крім того, до кінця 1944 канадські верфі спустили на воду безліч суден, у тому числі есмінці, сторожові кораблі, корвети і близько 345 торгових кораблів. Але можливо ніщо не мало такого великого значення для союзників, як металургійна промисловість: половина союзного виробництва алюмінію і 90% союзного виробництва нікелю поставлялося Канадою протягом війни.

## Початок війни

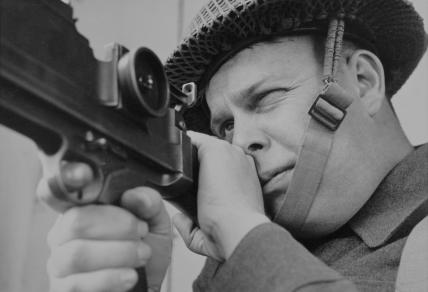
Канадський кулеметчик

Між захопленням Франції в червні 1940 року і вторгненням Німеччини в СРСР в червні 1941, Канада постачала Великій Британії настільки необхідну їжу, зброю і військові матеріали завдяки морським конвоям і повітряним шляхам, а також допомагала пілотами і літаками, які брали участь в битві за Британію. На випадок, якби заплановане німецьке вторгнення в Британію було розпочато в 1941 р., формування, пізніше відоме як І Канадський Корпус, вже були розміщені між протокою Ла-Манш і Лондоном для захисту від нього.
З 1939 і до кінця війни в Європі у травні 1945 королівський канадський флот і канадський торговий флот відігравали помітну роль у Другій битві за Атлантику. Канада була основним місцем розміщення Схем навчання пілотів Британської співдружності, найбільшої системи навчання пілотів в історії; більше 167 000 службовців ВПС Співдружності, включаючи 50 000 пілотів, тренувалися на авіабазах Канади з 1940 по 1945 рр. Більше половини випускників були канадцями, які потім продовжили службу в Королівських канадських ВПС (Royal Canadian Air Force, RCAF) і Королівських ВПС (Royal Air Force, RAF). Одне з шести бомбових з'єднань ВПС, що літали в Європі, було канадським.

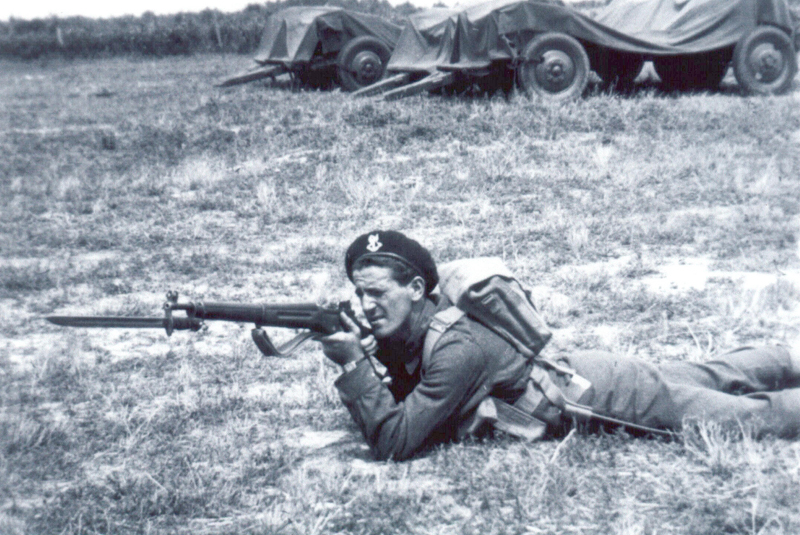
Бен Вайдер лежить ниць з рушницею. 1942 р.

Солдати канадської армії брали участь у битві за Гонконг в 1941 проти японців і в Дьєппському рейді в 1942, де друга канадська дивізія за підтримки британських командос і невеликого підрозділу американських рейнджерів здійснила невдалу висадку у французькому порту Дьєпп. Канадські частини брали участь і в кампанії в Північній Африці. На початку війни японські війська вторглися на Аляску. Канадські ВПС здійснювали протичовнове патрулювання, в той час як на землі канадські війська билися пліч-о-пліч з американськими. У підсумку японський напад було відбито.

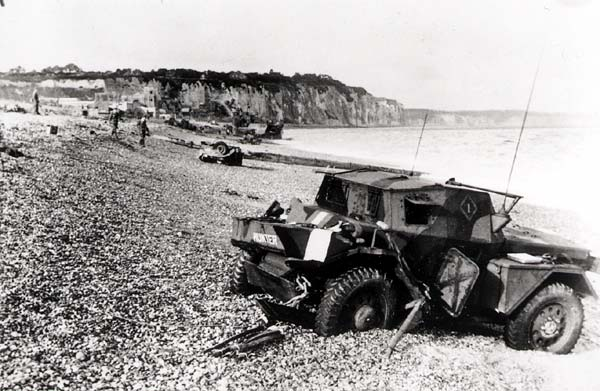
Кинута машина розвідки після невдалої битви за Дьєп

Ескадрильї RCAF і окремі канадські пілоти, що літали в британських RAF на винищувачах Спітфайр і Харрікейн, відмінно боролися протягом битви за Британію. До 1 січня 1943 бомбардувальників RCAF і їх екіпажів було достатньо для створення групи № 6, однієї з восьми бомбардувальних груп у бомбардувальному командуванні RAF.

## Дьєпський рейд
Дьєпський рейд (або інша назва — операція Ювілей) був здійснений 19 серпня 1942, коли близько 5000 солдатів Другої Канадської дивізії та 1 000 британських командос висадилися на узбережжі окупованої Франції, представляючи собою єдиний серйозний напад союзних військ на Францію до висадки в Нормандії в червні 1944 року. Незважаючи на підтримку з повітря союзних винищувачів і бомбардувальників, а також великого морського флоту з 237 кораблів і висадочних барж, рейд став катастрофою. Хоча ці події дали безцінну інформацію про крайню необхідність близької взаємодії в операціях, здійснюваних військами різних країн, проте з 6086 тих, хто висадився, 3623 загинули, були поранені або потрапили в полон. Двоє канадців були удостоєні Хреста Вікторії за дії в Дьєпі. Цінність Дьєпського рейду є дуже суперечливою; деякі історики вважають, що вона була величезною, оскільки завдяки йому союзники прийняли рішення не атакувати морський порт під час головного вторгнення в окуповану Західну Європу, інші звертають увагу на безліч десантних операцій, що відбувалися до і після Дьєпского рейду, і стверджують, що цей рейд не дав нічого нового.

## Окупація Ньюфаундленда
Після оголошення війни Британія вважала Канаду відповідальною за захист Північної Америки. У 1939 році Л. Є. Емерсон був комісаром по захисту Ньюфаундленда. Вінстон Черчилль дав вказівки Емерсону об'єднатися з Канадою і попросити про «дружнє захоплення», до чого він підштовхнув Кінга Маккензі, завдяки подібній пораді з боку короля, монарха Канади. До березня 1942 комісар Емерсон перетворив офіційні структури, як наприклад корпус протиповітряної оборони Ньюфаундленда, і об'єднав їх з канадськими військами, такими як, наприклад, Канадський Особистий Авіаційний Корпус.
Британська армія відкликала дві бойові одиниці із наступною службою за морем. 59-а польова артилерія служила в Північній Європі, а 166-а польова артилерія служила в Італії та Північній Африці. Ньюфаундлендський полк також був відкликаний, але так і не був розміщений де-небудь ще. 125-а ньюфаундлендська ескадрилья RAF служила в Англії та Уельсі і надавала підтримку з повітря під час дня Д. Ескадрилья була розформована 20 листопада 1945.
Кілька канадських полків був розквартировано в Ньюфаундленді протягом Другої світової війни. Найвідомішими з них був Королівські Рушниці Канади, який базувався в Кейп-Спер, до того як був відправлений у британський Гонконг; в липні 1941 гірські стрільці Островів Принца Едварда прибули для їх заміни; У 1941 і 1942 Полк Лінкольна і Велланд був призначений в аеропорт Гендер, а потім в Сейнт-Джонс.
Канадська армія побудувала бетонний форт в Кейп-Спер з декількома крупнокаліберними гарматами для стримування німецьких рейдів. Інші форти були побудовані в гавані Сент-Джонса, склади боєприпасів і бункери були вириті в Пагорбах Юної Сторони, а мережі для боротьби з торпедами були розставлені при вході в гавань. Гармати були встановленні на острові Белл для захисту торгових суден від атак субмарин, а кулемети були встановлені на Ріголетто для захисту бухти Гуз.
Всі канадські солдати, спрямовані в Ньюфаундленд з 1939 по 1945 рр., отримали срібні планки для Канадської Медалі за добровольчу службу, яку давали за службу закордоном. Оскільки Канада, Південна Африка, Нова Зеландія і Австралія випустили свої власні медалі за добровольчу службу, уряд Ньюфаундленду віддрукував свою власну подібну медаль в 1978 році. Цією медаллю нагороджувалися лише ті, хто служив закордоном у військах Співдружності, але ще не отримав подібної медалі від інших країн. Медаль бронзова: на її лицьовій стороні зображена корона і карібу, а на звороті — Британія і два леви.

## Битви в канадських водах і на території країни
Фашистські підводні човни діяли в канадських водах і водах Ньюфаундленду протягом всієї війни, топлячи безліч військових і торгових суден. Дві значних атаки були здійснені в 1942 році, коли німецькі підводні човни атакували чотири суховантажі біля острова Белл, біля Ньюфаундленду. Кораблі «S.S. Saganaga» і «S.S. Lord Strathcona» були потоплені човном «U-513» 5 вересня 1942, а «SS Rosecastle» і «PLM 27» були потоплені човном «U-518» 2 листопада, 69 осіб загинуло. Після запуску торпед підводним човном по вантажному пірсу острова Белл це стало єдиним місцем у Північній Америці, підданим прямій атаці німецьких військ у Другій світовій війні. Німецькі підводні човни також були виявлені і в річці Святого Лаврентія. Вночі 14 жовтня 1942 залізничний пором Ньюфаундленду «SS Caribou» був торпедований човном «U-69» і затонув, забравши 137 життів. Канадська земля була також атакована японською субмариною «I-26», яка обстріляла маяк на острові Ванкувер 20 червня 1942. Японські вогняні кулі також запускалися над Канадою, причому деякі досягали Британської Колумбії та інших західних провінцій.